# Tyrone Sawyers
Tyrone Sawyers (ur. 21 maja 1981 w Portmore) – jamajski piłkarz występujący na pozycji obrońcy. Zawodnik klubu Humble Lions.

## Kariera klubowa
Sawyers karierę rozpoczynał w 2001 roku w zespole Hazard United. W 2003 roku zmienił on nazwę na Portmore United. Przez pięć lat gry dla tego klubu, zdobył z nim dwa mistrzostwa Jamajki (2003, 2005), dwa Puchary Jamajki (2003, 2005), a także wygrał rozgrywki CFU Club Championship w 2005 roku.
W 2006 roku odszedł do trynidadzko-tobagijskiego Joe Public FC. W tym samym roku wywalczył z nim mistrzostwo Trynidadu i Tobago. Na początku 2007 roku wrócił do Portmore i zdobył z nim mistrzostwo Jamajki. W 2008 roku wywalczył z nim natomiast Puchar Jamajki.
W 2010 roku Sawyers przeszedł do Humble Lions.

## Kariera reprezentacyjna
W reprezentacji Jamajki Sawyers zadebiutował w 2004 roku. W 2005 roku został powołany do kadry na Złoty Puchar CONCACAF. Zagrał na nim w meczach z Gwatemalą (4:3), RPA (3:3) i Stanami Zjednoczonymi (1:3), a Jamajka zakończyła turniej na ćwierćfinale.